# Mikhail Lyubich
Mikhail Lyubich (Carcóvia, 25 de fevereiro de 1959) é um matemático ucraniano/estadunidense.
Recebeu o Prêmio Jeffery–Williams de 2010. Em 2012 tornou-se membro da American Mathematical Society.